# Фернандо Енрики Кардозо
Фернанду Енрики Кардозу, (браз. произношение: [feɾˈnɐ̃du ẽˈʁiki kaɾˈdozu]; на португалски: Fernando Henrique Cardoso), познат също и като FHC; е 34-тият президент на Федеративна република Бразилия, заемал поста 2 мандата – от 1 януари 1995 до 1 януари 2003 г.
Той е социолог, професор и политик. През 2000 г. е награден с престижната награда Принцът на Астурия за международно сътрудничество. Бил е министър на финансите (1993 – 94 г.) и на външните работи (1992 – 93 г.).